# Сейро

37°32′ пн. ш. 138°43′ сх. д. / 37.533° пн. ш. 138.717° сх. д.
Сейро́ (яп. 聖籠町, せいろうまち, МФА: [sei̯ɾoː ɕi̥]) — містечко в Японії, в повіті Кіта-Камбара префектури Ніїґата. Станом на 1 квітня 2009 площа містечка становила 37,99 км². Станом на 1 червня 2011 населення містечка становило 13 838 осіб.